# 16215 Venkatraman
16215 Venkatraman este un asteroid din centura principală de asteroizi.

## Descriere
16215 Venkatraman este un asteroid din centura principală de asteroizi. A fost descoperit pe 11 februarie 2000 la Socorro, New Mexico, în cadrul proiectului LINEAR. Asteroidul prezintă o orbită caracterizată de o semiaxă mare de 2,21 ua, o excentricitate de 0,08 și o înclinație de 3,2° în raport cu ecliptica.